# Скороднянский сельсовет (Гомельская область)
Скороднянский сельсовет (бел. Скараднянскі сельсавет) — административная единица на территории Ельского района Гомельской области Белоруссии. Административный центр — агрогородок Скородное. Население на 1 января 2023 года — 566 человек.

## История
Создан как Скородненский сельсовет 20 августа 1924 года в составе Каролинского района Мозырского округа БССР.
С 29 ноября 2005 года исключены из данных по учёту административно-территориальных и территориальных единиц деревни Кузьмичи, Потапы, Погорелое, Шишки.
13 мая 2010 года упразднена деревня Захарки-2.

## Состав
Скороднянский сельсовет включает 7 населённых пунктов:
- Баранцы — деревня.
- Беки — деревня.
- Демиды — деревня.
- Медведное — деревня.
- Сизаны — деревня.
- Скородное — агрогородок.
- Старый Мост — деревня.

Упразднённые населённые пункты:
- Захарки-2 — деревня.
- Кузьмичи — деревня[2].
- Потапы — деревня[2].
- Погорелое — деревня[2].
- Шишки — деревня[2].